# Monumento natural Laguna de los Pozuelos
El monumento natural Laguna de los Pozuelos es un área natural protegida de Argentina, que se ubica en el norte de la provincia de Jujuy en abarcando parte de los departamentos Rinconada, Yavi y Santa Catalina. Tiene 16 224 hectáreas y pertenece a la ecorregión de la Puna. 

## Características generales
Se encuentra entre las localidades de Rinconada, Lagunillas, Yoscaba, Cieneguillas y Pozuelos. Protege la laguna de los Pozuelos junto a su avifauna acuática, compuesta por especies exclusivas del ambiente de la Puna. Por su relevancia como hábitat para numerosas aves acuáticas en 1990 fue incluida en la lista de humedales de importancia internacional como primera reserva de biosfera de Argentina. El 4 de mayo de 1992 se la incluyó en la lista de Humedales de Importancia Internacional o Sitio Ramsar. Fue designado como Sitio de Importancia Internacional de la Red Hemisférica de Reservas de Aves Playeras (RHRAP) en mayo de 2014.
Para la legislación argentina un monumento natural es un área, cosa, especies vivas de animales o plantas, de interés estético, valor histórico o científico, a los cuales se les acuerda protección absoluta.[cita requerida]
El monumento natural se encuentra en un extenso altiplano entre los 3400 a 3800 msnm. Estas planicies o bolsones, separadas por cordones montañosos paralelos de norte a sur, carecen de escurrimiento al mar. Así, el agua de las escasas lluvias o nevadas, se acumula en las depresiones centrales del bolsón, formando lagunas extensas y poco profundas. Tal es el caso de la laguna de los Pozuelos. Tiene 25 km de largo y 9 km de ancho.[cita requerida]
La extrema aridez del ambiente y los suelos pobres condicionan el desarrollo del bioma. Por ello ciertas especies presentan adaptaciones particulares a estos ambientes, convirtiéndose así en propias de una región. No es casual, que en la Puna se hallen numerosas especies endémicas, diferentes a las presentes en otras regiones del país.[cita requerida]

## Creación y legislación
Por el decreto ley n.º 3749/1980 sancionado y promulgado el 29 de diciembre de 1980 la provincia de Jujuy cedió al Estado Nacional la jurisdicción, dominio eminente y la propiedad de algunos terrenos sobre la laguna de los Pozuelos y su perilago con el objeto de incorporarla al Sistema Nacional de Áreas Protegidas.

ARTÍCULO 1.- Se cede a favor del Estados Nacional Argentino, la jurisdicción y dominio eminente que el Estado Provincial ejerce sobre la denominada Laguna de Pozuelos y los terrenos fiscales adyacentes que corresponden a la región del Perilago y con la finalidad de ser incorporada al sistema creado por la Ley Nacional 22.351. El área mencionada queda circunscripta por los límites que a continuación se detallan: Límite Sud: desde el cruce de la Ruta Provincial N° 7 con el Río Cincel (Punto A), 500 m. hacia el este en línea paralela a dicha ruta (Punto B). Límite Este: Desde el Punto B, una línea recta que va a unir un punto a 1.700 m. al Oeste de la casa de Isabel Vargas (Punto C). Límite Nordeste: partiendo del Punto C y en ángulo de 60° con el límite Este (Línea B-C), con dirección Noroeste y en línea recta hasta alcanzar un punto situado a 10.000 m. del Punto C (Punto D). Límite Noroeste: desde el Punto D una línea recta que va a encontrar un punto situado a 500 m. al Oeste del vértice Noroeste de la laguna (Punto E). Límite Oeste: desde el Punto E en línea recta hasta la casa de Juliano Calizaya (Punto F). Límite Sudoeste: desde el Punto F hasta el Punto A.

El 28 de enero de 1981, por resolución 997/1980 la Administración de Parques Nacionales (APN) aceptó la donación y propició ante el Poder Ejecutivo nacional la creación por ley del monumento natural Laguna de los Pozuelos. Aunque ninguna ley al respecto fue sancionada, la APN administra el área protegida desde entonces.[cita requerida]
El 18 de diciembre de 1981 el gobierno de Jujuy y la Administración de Parques Nacionales firmaron un convenio de cooperación para estudiar la factibilidad de crear una reserva nacional en la laguna de los Pozuelos con el objetivo principal de preservación de las vicuñas.
Por ley n.º 4203 sancionada y promulgada el 5 de diciembre de 1985 la provincia de Jujuy declaró:

Art. 13.- DECLARACIÓN DE MONUMENTOS NATURALES: Declárense monumentos naturales de la provincia:
 1) La Laguna de Pozuelos ubicada en los Departamentos de Rinconada, Santa Catalina y Yavi.
 2) La Laguna Leandro ubicada en el distrito Chorcán del Departamento de Humahuaca.
 El Poder Ejecutivo a través de los organismos respectivos, efectuará la delimitación de los monumentos individualizados precedentemente.
 Art. 14.- DEROGACIÓN: Derógase toda otra disposición legal que se oponga a la presente Ley.

## Administración
Por resolución n.º 126/2011 de la Administración de Parques Nacionales de 19 de mayo de 2011 se dispuso que el monumento natural encuadrara para los fines administrativos en la categoría áreas protegidas de complejidad III, por lo cual tiene a su frente un intendente designado, del que dependen 4 departamentos (Administración; Obras y Mantenimiento; Guardaparques Nacionales; Conservación y Uso Público) y la división de Despacho y Mesa de Entradas, Salidas, y Notificaciones. La intendencia tiene su sede en la localidad de Abra Pampa.

## Acceso
- Desde San Salvador de Jujuy, 218 km por la Ruta 9, hasta Abra Pampa. Desde allí -y por la Ruta Provincial 7- luego de haber recorrido 50 km se llega al Monumento Natural.
- Desde La Quiaca, por la Ruta Nacional 40 hasta Cieneguillas, continuando por la Ruta Provincial 69, luego la Ruta Provincial 7 hasta llegar al Monumento. Este último recorrido es de 100 km.

## Clima
Árido de altura, con oscilaciones térmicas de carácter extremo (hasta 43,5 °C en un día); temperaturas medias: 8 °C en invierno (con mínimas de hasta -30 °C bajo cero) y 16 °C en verano (con máximas superiores a 30 °C ); hasta 200 mm anuales de lluvia, concentrados en la época estival; fuertes heladas y nevadas esporádicas en los meses más fríos. La temporada más recomendada para su visita es en marzo y abril, terminada la época de lluvias, cuando miles de flamencos pintan de rosa la laguna; las precipitaciones veraniegas -escasas aunque intensas- suelen cortar los caminos de acceso.[cita requerida]

## Fauna

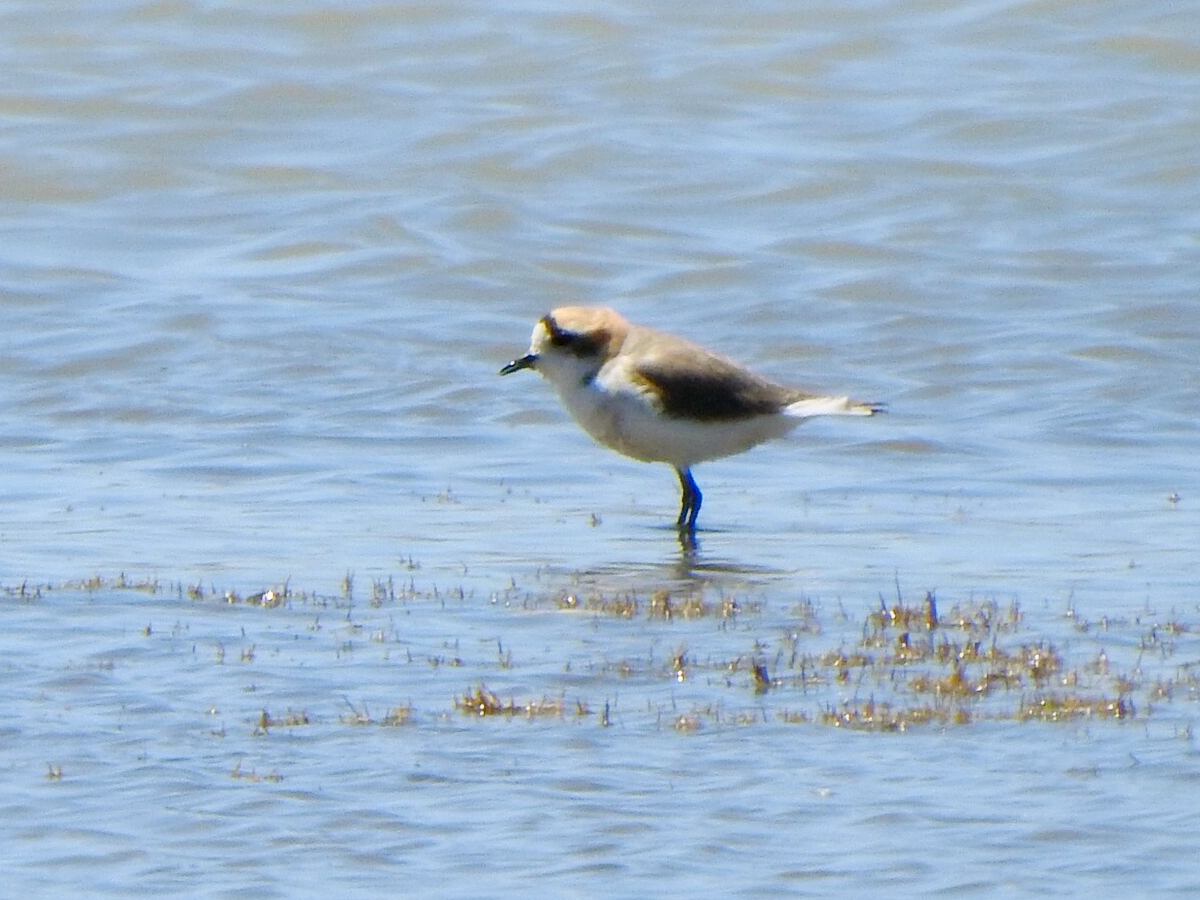
Charadrius alticola, Laguna de los Pozuelos.

Su principal atractivo lo constituye la gran variedad de aves acuáticas, muchas de ellas exclusivas de los ambientes de la Puna. Los más llamativos son los flamencos (alrededor de 25.000). Estas aves acuáticas de gran tamaño nidifican en playas, formando colonias. Construyen sus nidos de barro donde ponen un huevo o raramente dos y se alimentan con minúsculas algas e invertebrados. Hay presentes tres especies en esta área protegida:
- Flamenco austral
- Parina grande (flamenco propio de la Puna).
- Parina chica (flamenco propio de la Puna).

Tienen dietas diferentes entre sí, ocupan «nichos ecológicos» distintos, así no compiten por alimento. Los acompañan gallaretas y patos.
Sobre los terrenos circundantes se encuentran manadas de vicuñas, camélido sudamericano de valiosa lana, junto a grupos de ñandúes, petisos o suris cordilleranos.
Desde 1990 hasta 1995 la Laguna sufrió una continua retracción, llegando a tener 100 ha en el período más seco. La laguna concentra una rica y variada avifauna acuática que incluye 44 especies. En la desembocadura del río Cincel se concentran grandes cantidades de patos como el maicero, el barcino y el puneño. Este último es exclusivo de la región. Se lo reconoce por su capucho oscuro y pico celeste azulado. En cambio el maicero, el barcino, el colorado y el juar-jual, habitan otros ambientes además de la Puna, si bien algunos son razas endémicas de esta región.
Entre las gallaretas se encuentran tres especies: la andina, la cornuda y la gigante. Son aves acuáticas que se alimentan principalmente de plantas y de pequeños invertebrados. Construyen sus nidos con juncos y otras plantas acuáticas. Se diferencian por sus escudetes frontales de distintas formas y colores.
Los chorlitos son aves pequeñas o medianas con pico y patas largas. Se alimentan de insectos, larvas y vegetales. Algunos nidifican en el hemisferio norte y migran anualmente a la Argentina; otros nidifican en la patagonia y migran hacia el norte del país. Grandes bandadas de chorlitos frecuentan la laguna durante sus migraciones, escapando al invierno de las regiones árticas. Hay varias especies que son exclusivamente locales como el chorlito serrano, el chorlito de vincha y el tero serrano. La avoceta andina, también endémica, se caracteriza por su largo pico -muy fino y curvado hacia arriba- adaptado para la captura de pequeños invertebrados.
Es una de las áreas importantes para la conservación de las aves en Argentina.

## Galería de imágenes

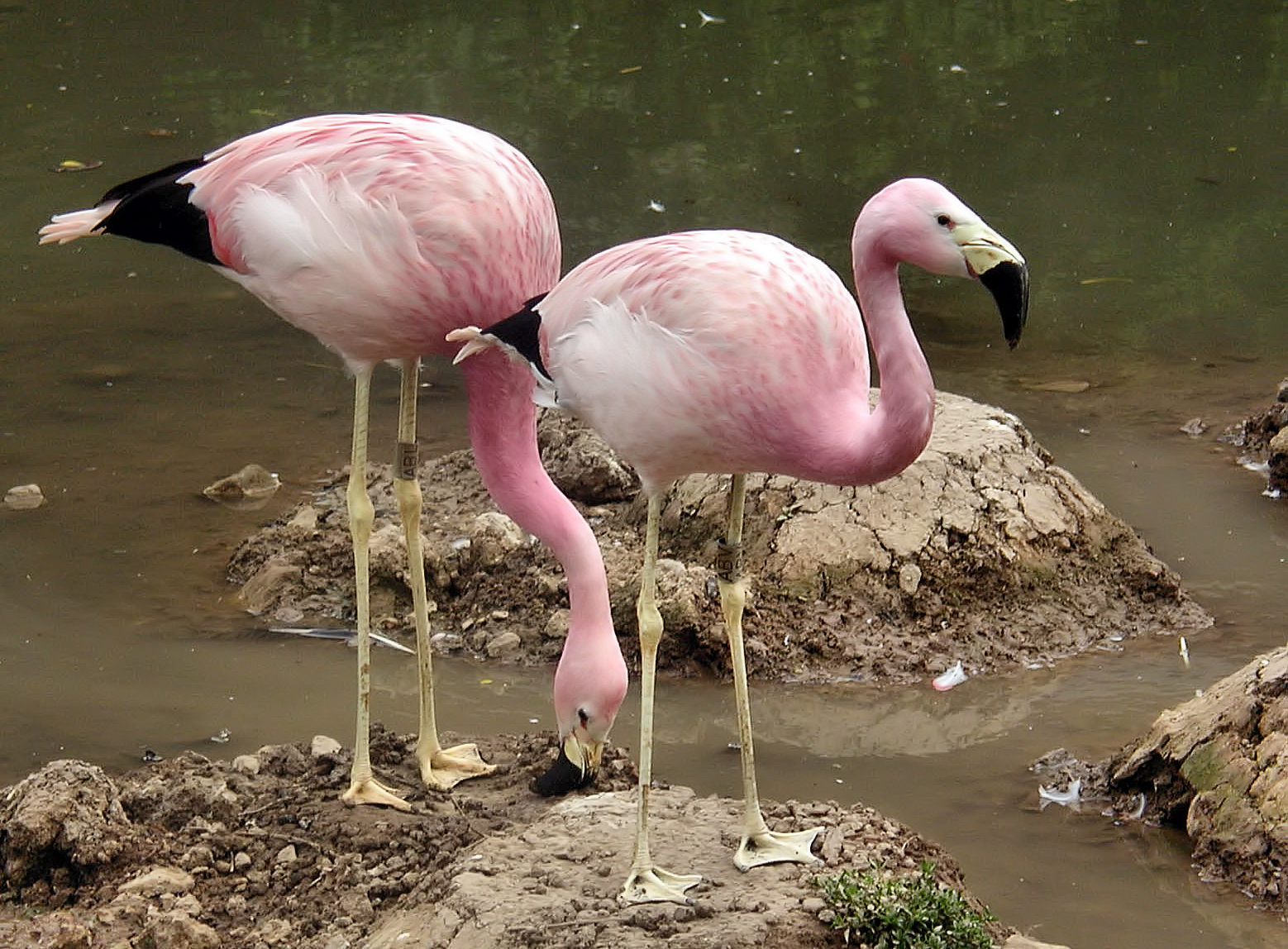
Flamengo
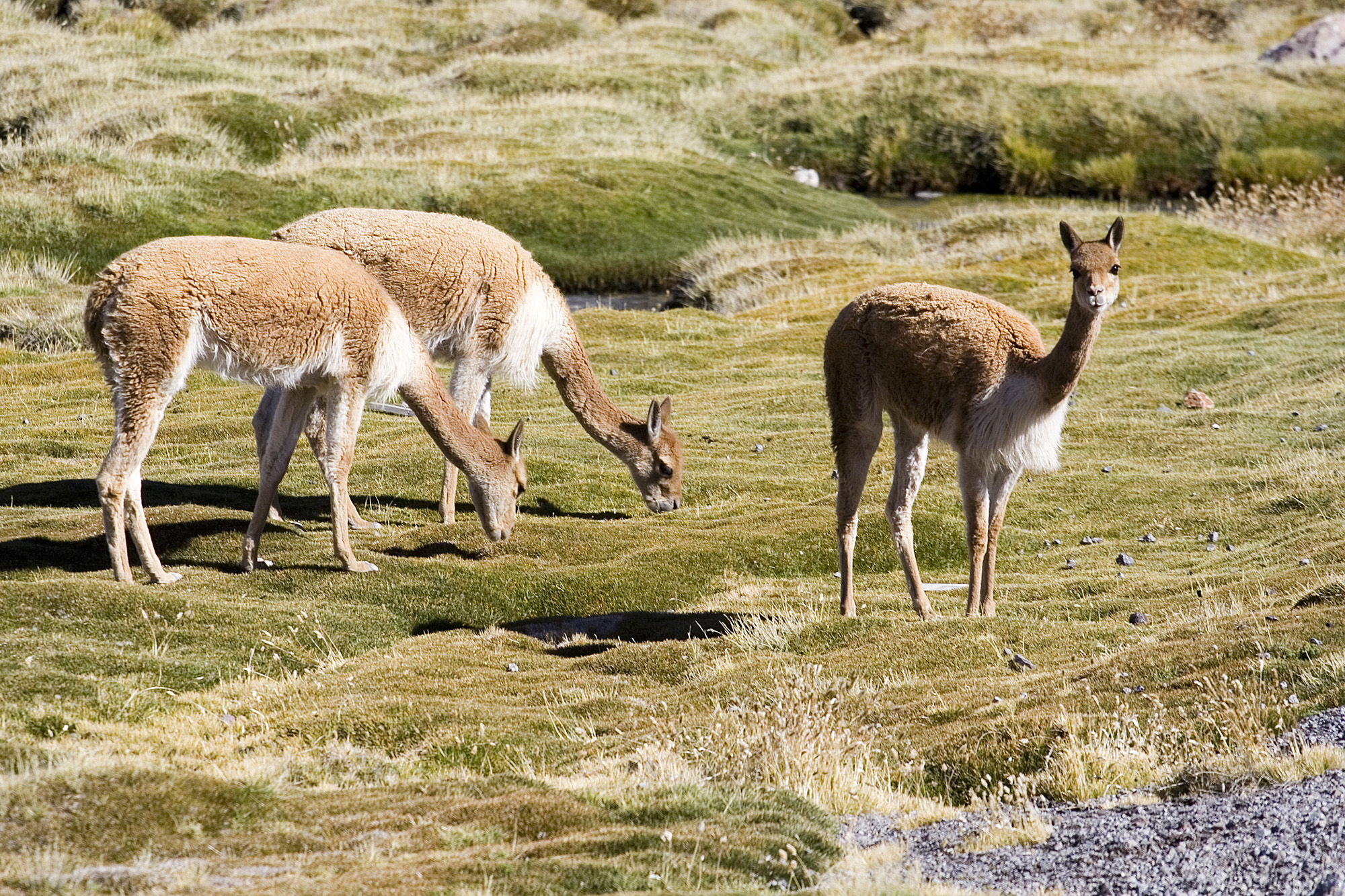
Vicuña
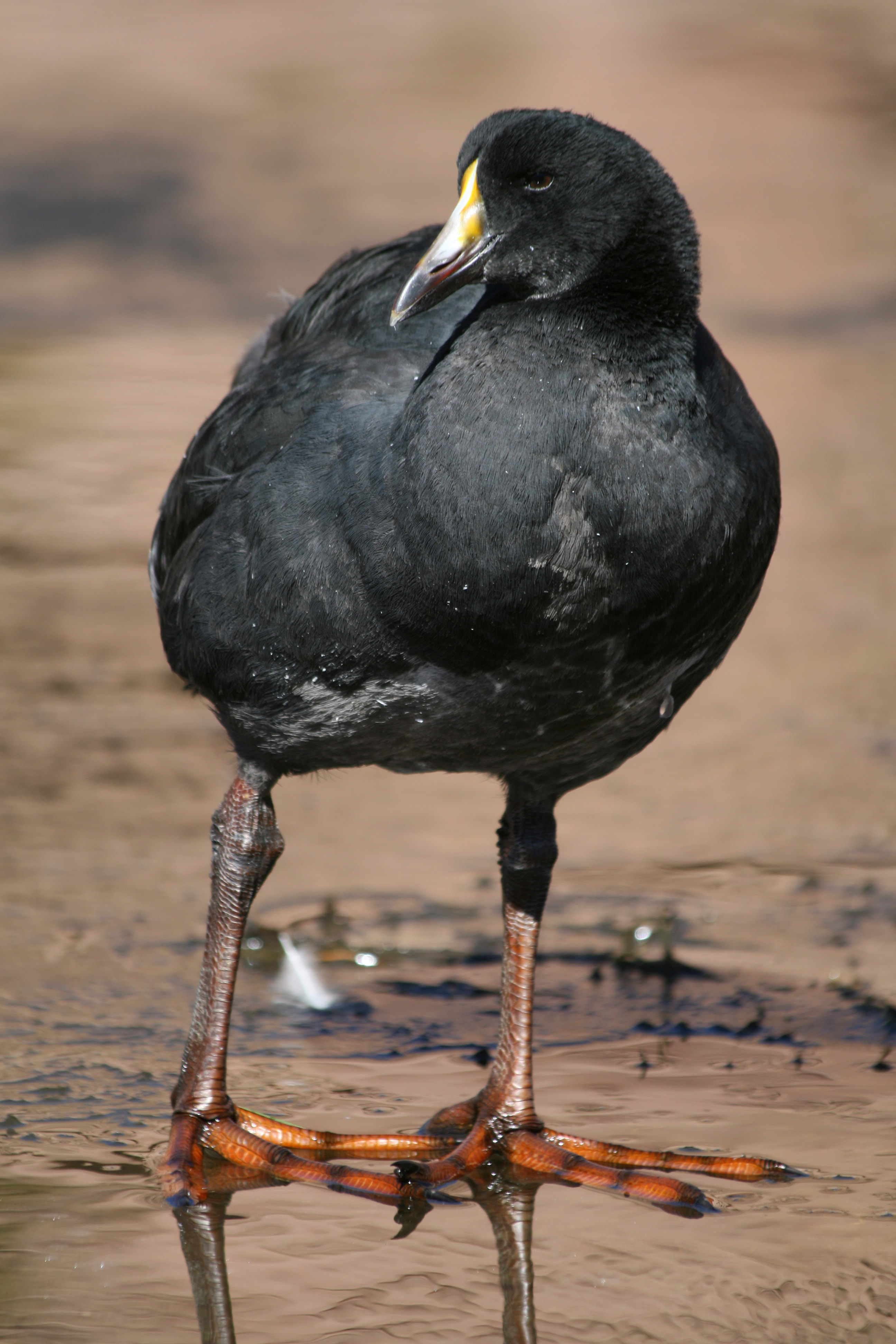
Fulica
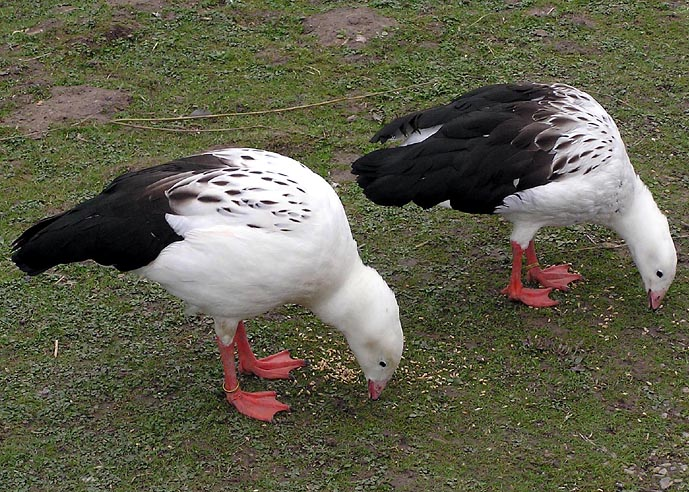
Ganzo
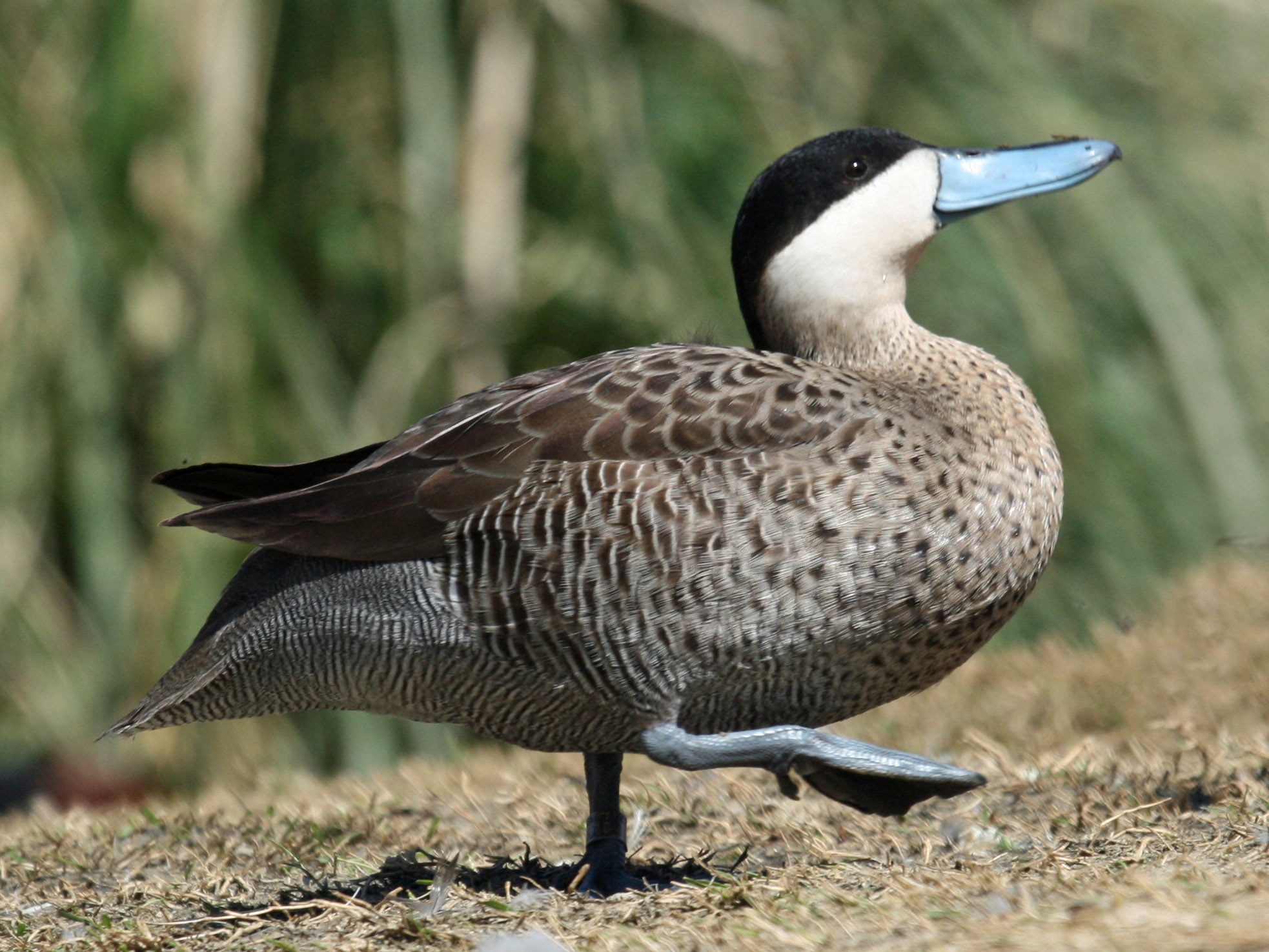
Puna Teal
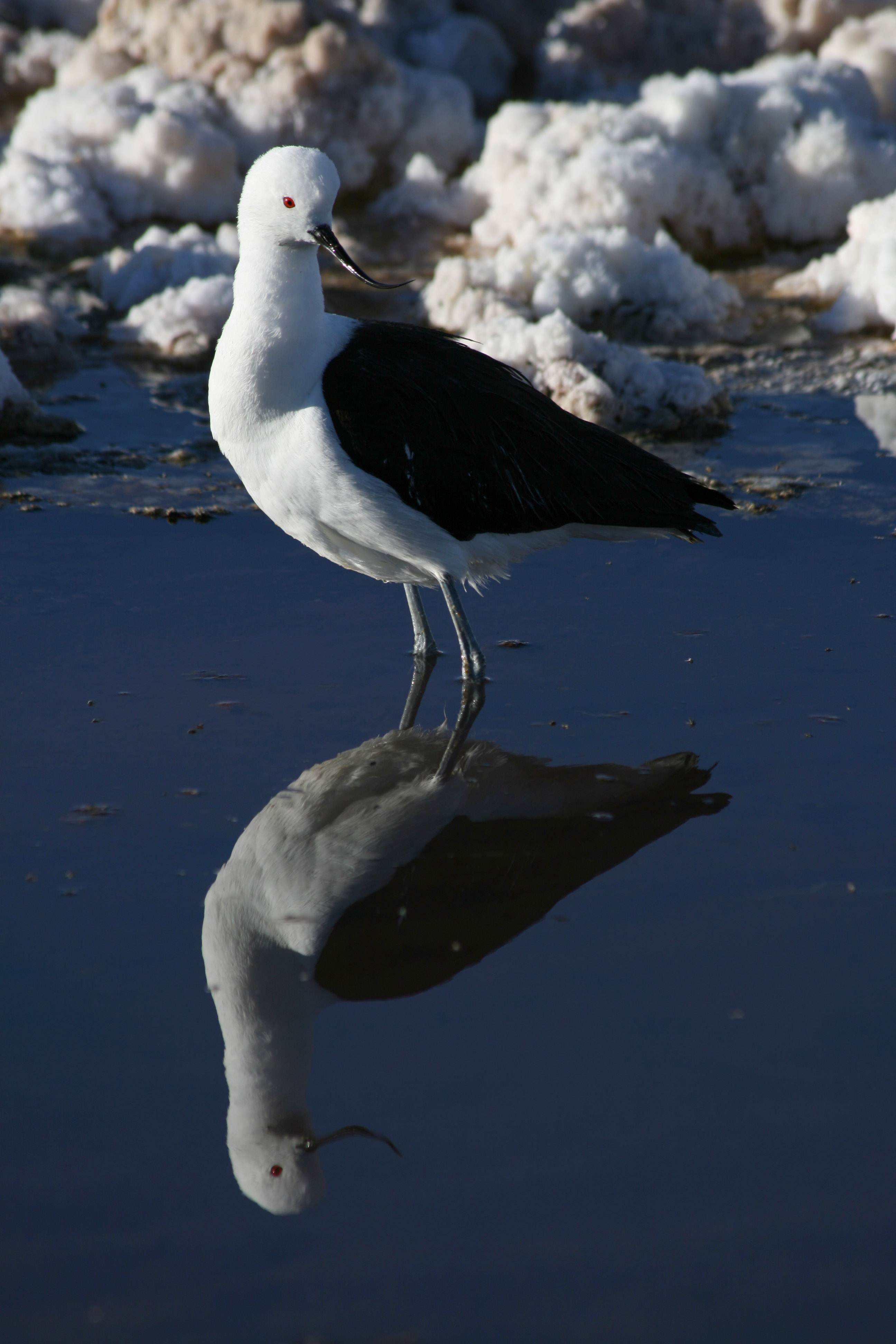
Recurvirostra andina

## Conservación

### Proceso de embancado
El principal problema de la laguna es el proceso de relleno, por la gran cantidad de sedimentos que recibe de los ríos de la cuenca montañosa. Como la laguna de los Pozuelos se encuentra en una gran cuenca cerrada, sin salida al mar, el producto de la acción erosiva de los ríos y del viento se deposita en la laguna, que va colmatándose. Vale destacar que la presencia en la zona de gran cantidad de ganado doméstico, en especial ovejas, lleva al sobrepastoreo de la vegetación. El deterioro de la misma ocasionó la desprotección del suelo, expuesto a la erosión hídrica y eólica. En cambio, el de las llamas, también componente del ganado doméstico de la zona, no ocasionan procesos erosivos ni deterioran el suelo. Esto se debe principalmente a su modo de alimentación (cortan y no arrancan de raíz como las ovejas y caballos) y a sus pezuñas provistas de almohadillas que no horadan ni disgregan el suelo, a diferencia de ovejas.[cita requerida]
Algunos pobladores recolectan para su alimentación, los huevos de las aves acuáticas que viven en la laguna. Aunque esto no se produce a gran escala ni muy frecuentemente, significa un alto impacto para las poblaciones de aves locales que, además de ser escasas, ven afectado su ciclo reproductivo, que se produce solamente una vez al año. No posee yacimientos arqueológicos o paleontológicos.[cita requerida]